# Chiesa di San Giorgio (Acquarossa)
La chiesa parrocchiale di San Giorgio è un edificio religioso che si trova a Castro, nel comune di Acquarossa.

## Storia
La struttura venne fondata nel 1205. Nel 1867 venne demolita e ricostruita interamente.

## Descrizione
La chiesa ha una pianta ad unica navata, sui cui fianchi si aprono due cappelle laterali. 
Nella chiesa trova posto una statua del XII secolo. L'opera raffigura uno degli apostoli ed è realizzata in stucco.